# Dragutin Dimitrijević Apis
Dragutin Dimitrijević Apis (Beograd, 17. kolovoza 1876. – Solun, 26. lipnja 1917.) bio je stožerni pukovnik vojske Kraljevine Srbije koji je smislio i organizirao časnički puč 1903. godine kojim je svrgnut i ubijen srpski kralj Aleksandar Obrenović. Poslije, bio je jedan od vođa tajne velikosrpske organizacije Crna ruka ("Ujedinjenje ili smrt"), a 1913. godine - makar se za njegovu pripadnost toj organizaciji znalo, kao što se znalo da stoji iza pisanja časopisa Pijemont koji se zalagao za aneksiju Bosne i Hercegovine - imenovan za šefa obavještajne službe Vojske Kraljevine Srbije. Kao načelnik srbijanske vojne obavještajne službe, sudjelovao je u organiziranju Sarajevskog atentata na austro-ugarskog prestolonasljednika nadvojvodu Ferdinanda, koji je bio povod Prvog svjetskog rata.
Neobičnom sugestivnom snagom na sve s kojima je dolazio u dodir, Dimitrijević je još kao đak imao silan utjecaj na svoje prijatelje. Završio je 26. klasu Vojne akademije u Beogradu i već je kao potporučnik počeo kovati planove o promjeni režima kralja Aleksandra Obrenovića. Kao jedan od osnivača i najaktivnijih članova zavjere protiv kralja Aleksandra i kraljice Drage, Apis je u noći 29. svibnja 1903. godine poveo svoj teroristički odred iz Oficirskog doma u kraljevski dvor gdje je, za vrijeme traženja kralja i kraljice, teško ranjen s tri metka u grudi. Dimitrijević je ostao živ i prebolio te rane, a njegov utjecaj na časnike i poslove u vojsci stalno je rastao. Bio je osoba od povjerenja generala Radomira Putnika, vodećeg zapovjednika u vojsci Kraljevine Srbije od prevrata 1903. pa do 1916. godine. 
Ubrzo nakon puča, njegovi pokrovitelji mu povjeravaju važnu ulogu o tajnoj operaciji organiziranja četničkih djelovanja protiv turskih vlasti na području juga Srbije i Makedonije. Iz redova četničkih predvodnika izrastaju budući istaknuti pripadnici tajne organizacije Crna ruka.
Nakon što je 1905. godine završio vojno školovanje u Srbiji položivši generalštabni ispit, poslan je 1905. godine na usavršavanje u Berlin. Narednih godina obnaša razne odgovorne službe u vojsci, ostavši važna figura u krugu zavjerenika iz 1903. godine; važnija kako su učesnici iz njegove generacije stasavali.
Godine 1911. Dimitrijević je sa svojim drugovima osnovao tajno udruženje "Ujedinjenje ili smrt", poznato pod imenom "Crna ruka". Cilj organizacije je bio da pripremi i u pogodnom trenutku podigne revoluciju u svrhu rušenja Austro-Ugarske monarhije i stvaranja Velike Srbije. Da ta organizacija postoji, u javnosti se zapravo znalo; a znalo se i da Apis u njoj ima značajnu ulogu. Znalo se, također, da vojni časnici okupljeni u "Crnoj ruci" stoje iza političkih stavova kakvi su iznošeni u časopisu Pijemont, neformalnom glasilu "Crne ruke".
Za vrijeme same mobilizacije u rujnu 1912. godine, Apis je teško je obolio od trovanja krvi pa je vraćen u Beograd na liječenje i zbog toga nije mogao sudjelovati u Balkanskom ratu. 
Krajem 1913. godine potpukovnik Apis je bio postavljen za šefa Obaveštajnog odeljenja srpskog Generalštaba, koja obavještajna služba između ostalog ima razgranatu obavještajnu aktivnost na području Austro-Ugarske. U to vrijeme vojska javno artikulira svoje nezadovoljstvo korumpiranim postupanjem civilnih vlasti u ovladavanju teritorijima osvojenima u Prvom i Drugom balkanskom ratu, a četnički zapovjednici okupljeni oko "Crne ruke" i nadalje smiju po svojoj volji organizirati razne aktivnosti usmjerene protiv susjednih država.
Apis je kontrolirao je organizaciju "Mlada Bosna", koja je izvršila atentat na austro-ugarskog prijestolonasljednika Franju Ferdinanda, oružjem dobivenim iz srbijanskog vojnog arsenala i nakon što ih je obučila srbijanska vojska. Navodno se vodstvo "Crne ruke" bilo u zadnji čas pokolebalo, te je Apis navodno neuspješno pokušao zaustaviti atentat. Jedan od preživjelih atentatora, Muhamed Mehmedbašić, međutim, prebjegao je baš k Apisu i uz njega ostao do samog kraja. Rade Malobabić, glavni terenski obavještajac koji je organizirao atentat odmah po povratku u Beograd 1914. godine se javio Apisu osobno, ali je potom - s obzirom na to da su vlasti Austro-Ugarske ultimativno tražile njegovi uhićenje - bio uhićen, te je u zatvoru ostao do studenoga 1915. godine; kada je odande otpušten na osobnu intervenciju Apisa, koji je i nadalje vodio srbijansku vojnu obavještajnu službu. 
U Prvome svjetskom ratu je rukovodio vojnom obavještajnom službom. Početkom 1915. godine prijestolonasljednik Aleksandar Karađorđević se sukobljava sa šefom generalštaba generalom Putnikom, i protivno Putnikovoj volji razrješava Apisa dužnosti šefa vojne obavještajne službe, te ga šalje na (također vrlo važnu) dužnost načelnika štaba Užičke, potom Timočke vojske. Nakon povlačenja srpske vojske na Krf 1916. godine - kada je general Putnik već razriješen i liječi se od teške bolesti u Francuskoj - biva imenovan na manje važnu dužnost pomoćnika načelnika štaba III. armije.
Na Krfu priprema Crna ruka atentate na grčkog kralja i na njemačkog cara, koji međutim nisu izvršeni. Apis i njegovi pristalice ondje dolaze u nemilost kruga oko regenta Aleksandra, koji s vremenom prerasta u otvoreno neprijateljstvo između "crnorukaša" s jedne strane, te kruga oko regenta i Nikole Pašića s druge strane.
Napokon je Apis u prosincu 1916. godine uhićen. Optužnica ga je teretila za "prevratničko djelovanje" s političkim ciljem u samoj zemlji. Osim toga u tužbi se navodilo da je prikrivao Radu Malobabića i Muhameda Mehmedbašića, koji su bili optuženi istom tužbom, i da su 11. rujna 1916. godine izvršili atentat na prijestolonasljednika regenta Aleksandra, kada se automobilom vozio iz Ostrova u svoj stožer. Proces se vodio u Solunu pred vojnim sudom za časnike od 2. travnja do 5. lipnja 1917. godine. Presudom od 5. lipnja 1917. godine Dimitrijević je osuđen na smrt, a strijeljan je 26. lipnja 1917. godine na Solunskom polju zajedno s topničkim bojnikom (srp. majorom) Ljubom Vulovićem i Radom Malobabićem. 
Srpski nacionalisti Apisa uglavnom žele smatrati "nevinim", u smislu da nakon uspješno organiziranog prevrata protiv kralja Aleksandra Obrenovića koji je rezultirao njegovim ubojstvom 1903. godine i organiziranja ubojstva austrijskog prijestolonasljednika Franju Ferdinanda Habsburškog 1914. godine zapravo nije htio ubiti srpskog prestolonasljednika Aleksandra Karađorđevića, nego je ovo zadnje inscenirao najuži krug suradnika prjestolonaljednika Aleksandra.
„Pukovnik Dragutin Dimitrijević Apis bio je veliki patriot. Vladavinu Aleksandra Obrenovića smatrao je pogubnom po Srbiju. On je smislio i organizirao časnički puč, ali ubojstvo kraljevskog para nije bila njegova ideja. Bio je ranjen prilikom zauzimanja dvora i nije mogao spriječiti ubojstvo. Proučavajući njegov slučaj mnogi su uvidjeli (Archibald Reiss, David MacKenzie, itd.) da Solunski proces na kome mu se sudilo 1916. nije bio zakonski regularan. Apis je bio nevin. Ali, srpski političari su ga se bojali. Bio je netko tko je mogao kontrolirati afere u Srbiji poslije rata. Zato su vođe srpske vlade u izgnanstvu riješili da iskoriste trenutak i eliminiraju ga.” - David MacKenzie
Na obnovljenom sudskom procesu 1953. u Beogradu, Apis je rehabilitiran.

## Vanjske poveznice
|  | Wikicitati imaju zbirke citata o temi Dragutin Dimitrijević Apis |